# Jan Bas
Jan Bas (ur. 29 grudnia 1910 w Mitulinie, zm. 11 sierpnia 1976 w Manchesterze) – polski duchowny rzymskokatolicki, kapelan Wojska Polskiego.

## Życiorys
Urodził się 29 grudnia 1910 w Mitulinie. Był synem Michała i Katarzyny z domu Jóźwin. Kształcił się w pobliskim Złoczowie oraz we Lwowie. Studiował teologię na Wydziale Teologicznym Uniwersytetu Jana Kazimierza we Lwowie. 2 czerwca 1935 otrzymał sakrament święceń kapłańskich. Następnie jako wikariusz diecezji lwowskiej posługiwał w Brodach, a od października 1938 w Tarnopolu.
Podczas II wojny światowej 23 czerwca 1941 został aresztowany przez NKWD, po czym był zesłany w głąb ZSRR do Wierchnieuralska. Stamtąd został zwolniony na mocy amnestii w styczniu 1941. Następnie udał się do formowanych Polskich Sił Zbrojnych. Służył jako kapelan 7 Batalionu Saperów, potem w trakcie ewakuacji z ZSRR w szeregach 10 Batalionu Saperów oraz 15 Pułku Ułanów. W 1944 w szeregach 2 Korpusu Polskiego Polskich Sił Zbrojnych uczestniczył w kampanii włoskiej, w tym w walkach w bitwie o Monte Cassino. Pod koniec 1946 w szeregach 10 Batalionu Saperów przybył do Wielkiej Brytanii. Tam początkowo przebywał w osiedlach polskich, a w 1947 osiadł w Manchesterze. Tam był organizatorem i proboszczem polskiej parafii przez 28 lat do końca życia. Był także budowniczym miejscowego kościoła Miłosierdzia Bożego, poświęconego w 1959. Otrzymał tytuł kanonika
Zmarł 11 sierpnia 1976 w Manchesterze. Został pochowany na miejscowym Southern Cemetery. 

## Odznaczenie
- Krzyż Oficerski Orderu Odrodzenia Polski – pośmiertnie (16 sierpnia 1976)[4]
- Krzyż Kawalerski Orderu Odrodzenia Polski (11 listopada 1972)[5]
- Krzyż Walecznych[1]
- Krzyż Pamiątkowy Monte Cassino[2]
- Złota Odznaka SPK[2]